# Klimmende salamanders
Klimmende salamanders (Aneides) zijn een geslacht van salamanders uit de familie longloze salamanders (Plethodontidae). De groep werd voor het eerst wetenschappelijk beschreven door Spencer Fullerton Baird in 1851. Later werd de wetenschappelijke naam Anaides  gebruikt.
Klimmende salamanders leven meestal op de bodem, maar er zijn enkele soorten die in planten klimmen. Deze laatsten hebben een sterker afgeplat lichaam en langere poten dan de bodembewonende soorten.

## Taxonomie
Er zijn acht soorten die voorkomen in delen van Noord-Amerika en leven in de landen Canada, de Verenigde Staten en Mexico.
- Soort Aneides aeneus
- Soort Aneides ferreus
- Soort Aneides flavipunctatus – Zwarte salamander
- Soort Aneides hardii
- Soort Aneides iecanus
- Soort Aneides lugubris – Boomsalamander
- Soort Aneides niger
- Soort Aneides vagrans